# Francesco Granacci
Francesco Granacci (ur. 1469 w Villamagna di Volterra, zm. 1543) – włoski malarz okresu renesansu.
Urodził się w Villamagna di Volterra, szkolił się w florenckiej pracowni Domenico Ghirlandaio. Na zlecenie Wawrzyńca Wspaniałego udekorował freskami kościół San Marco. Jego żywot opisał Giorgio Vasari. Jego wczesne dzieła (Madonna tronująca ze świętymi Michałem Archaniołem i Janem Chrzcicielem, obecnie w berlińskim Staatliche Museen) wykazują wpływ Filippino Lippiego.
W 1508 roku przybył do Rzymu, gdzie uczestniczył w dekorowaniu Kaplicy Sykstyńskiej jako pomocnik Michała Anioła. Po powrocie do Florencji namalował Madonnę ze świętymi Franciszkiem z Asyżu i Hieronimem dla klasztoru San Gallo (obecnie we florenckiej Akademii Sztuk Pięknych).
Jego prace z lat dwudziestych XVI wieku zaczynają ukazywać wpływ Fra Bartolomeo (Rozmowa świętych – obecnie w Montemurlo.)
W 1527 roku Granacci namalował Wjazd Karola VIII do Florencji.

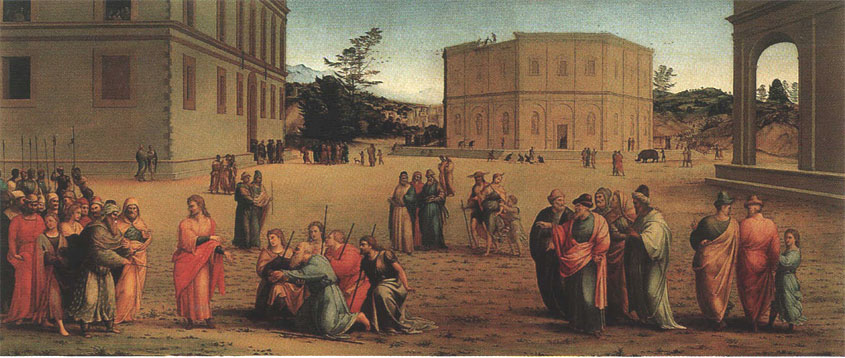
Francesco Granacci, Józef przed faraonem.

Pochowany został w miejscowym kościele Sant'Ambrogio.